# Rejon smorgoński
Rejon smorgoński (biał. Смарго́нскі раён, Smarhonski rajon, ros. Сморго́нский райо́н, Smorgonskij rajon) – rejon w zachodniej Białorusi, w obwodzie grodzieńskim.

## Geografia
Rejon smorgoński ma powierzchnię 1490,01 km². Lasy zajmują powierzchnię 581,15 km², bagna 29,38 km², obiekty wodne 24,78 km². Graniczy od zachodu z rejonami oszmiańskim i ostrowieckim, od północy z rejonem miadziolskim obwodu mińskiego, od wschodu z rejonami wilejskim i mołodeczańskim obwodu mińskiego, a od południa z rejonem wołożyńskim obwodu mińskiego.

## Gospodarka
Największymi ośrodkami przemysłowymi rejonu są miasto Smorgonie i wsie Soły i Zalesie. W Smorgoniach ponad ¼ przemysłu stanowi produkcja maszyn i obróbka metalu, obecny jest też przemysł spożywczy, produkcja materiałów budowlanych, przemysł mączno-zbożowo-paszowy, lekki, drzewny i celulozowo-papierniczy. W Sołach występuje przemysł spożywczy, w Zalesiu – produkcja materiałów budowlanych. Ponadto w miejscowości Krewo występuje na niewielką skalę produkcja materiałów budowlanych oraz drobny przemysł drzewny i celulozowo-papierniczy, w Michniewiczach – przemysł lekki, w Milidowszczyźnie – produkcja materiałów budowlanych, w Walejkowiczach – przemysł paliwowy. W centralnej części rejonu, na wschód od Smorgoni znajdują się: kopalnia mieszanki piaskowo-żwirowej "Smorgonskoje" i kopalnia piasku budowlanego w Sińkach.
Przez południową część rejonu przebiega gazociąg z Fanipola do Wilna, z odgałęzieniem do Smorgoni. Przez wschodnią część rejonu przebiega elektryczna linia przesyłowa.
Przez rejon przechodzi linia kolejowa Mińsk – Wilno.

## Ludność
- Według spisu powszechnego 2009 roku rejon zamieszkiwało 55 296 osób, w tym 36 283 w miastach i 19 013 na wsi[4].
- 1 stycznia 2010 roku rejon zamieszkiwało ok. 55 100 osób, w tym ok. 36 200 w miastach i ok. 18 900 na wsi[5].
- Pod koniec 2010 roku rejon zamieszkiwało 54 658 osób, w tym 36 429 w miastach i 18 229 na wsi[6].